# Оттман, Анри
Анри Оттман (фр. Henri Ottmann; 10 апреля 1877[…], Ансени — 1 июня 1927, Вернон) — французский художник-постимпрессионист.

## Биография
Родился в 1877 году в Ансени (департамент Атлантическая Луара). Впервые выставил свои картины в Брюсселе в 1904 году. В дальнейшем выставлял свои работы в Париже, на Салоне Независимых (с 1905 года), Осеннем салоне, Салоне Национального общества изящных искусств и Салоне Тюильри.
В 1911 и 12 годах участвовал в выставках в галерее Дюран-Рюэля (совместно с Гийоменом, Лебаском и др.)
В 1919 году совместно с Полем Синьяком создавал иллюстрации в технике ксилографии для журнала «La Gebre».
На протяжении 1920-х годов активно участвовал в художественной жизни Парижа и Брюсселя, выставляя своих работы в этих городах на общих выставках с Синьяком, Матиссом, Боннаром, Морисом де Вламинком и другими живописцами, в чей круг общения входил.
Отмман любил пробовать самые разные техники, характерные для импрессионистской и постимпрессионистской живописи, добиваясь значительного успеха в каждой из них.
Скончался в 1927 году в Верноне (Нормандия) после автомобильной аварии.

## Галерея

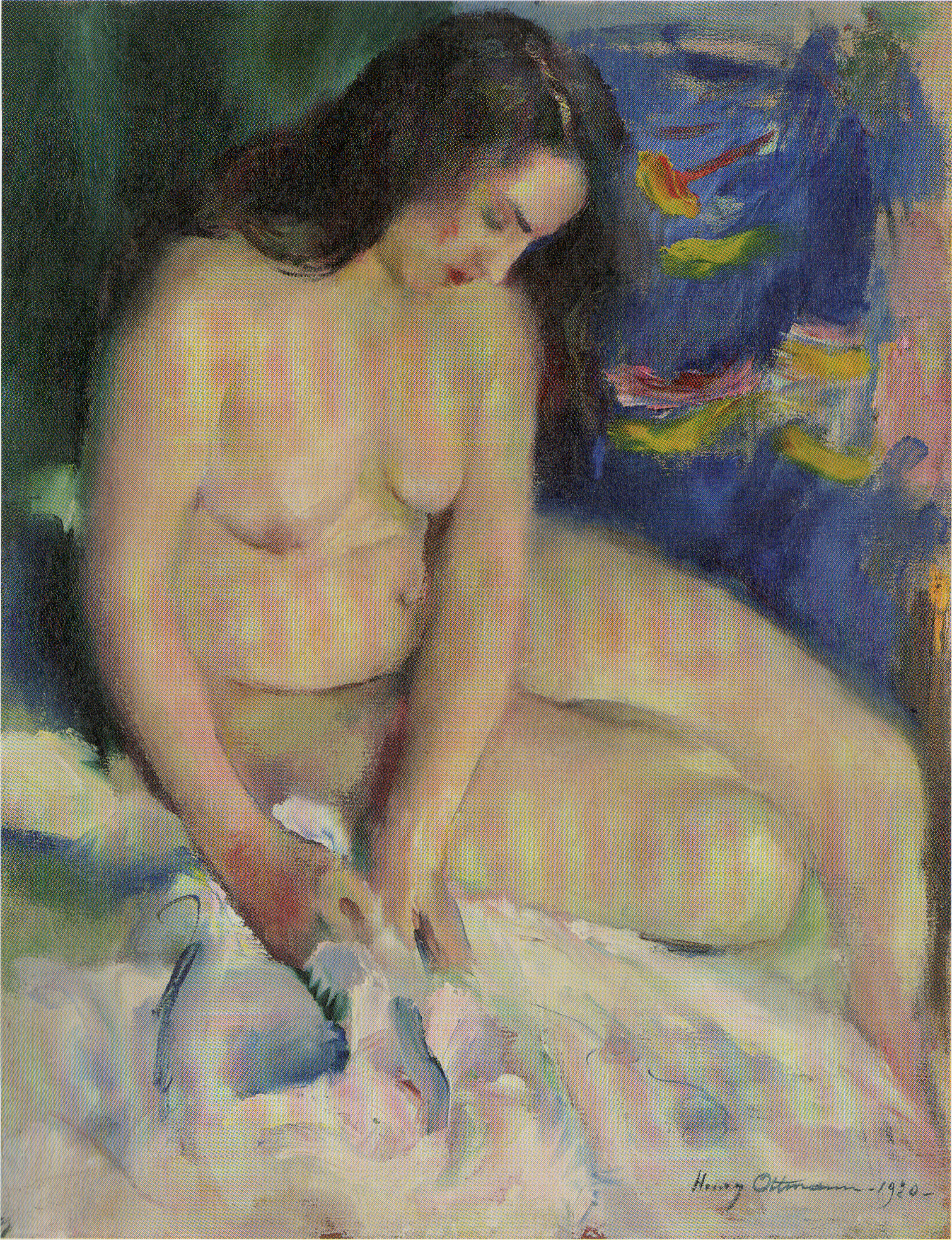
Переодевающаяся девушка, 1920, Художественный музей Охары, Курасики, Япония
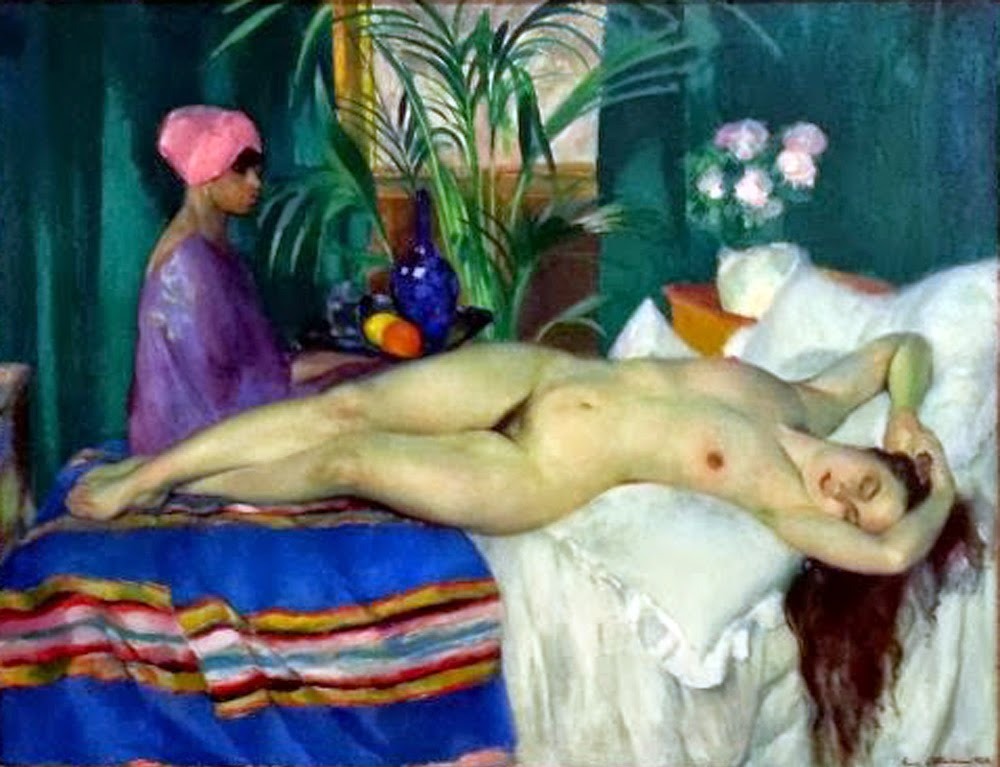
Спящая куртизанка, 1920, Государственный музей современного искусства (Париж)
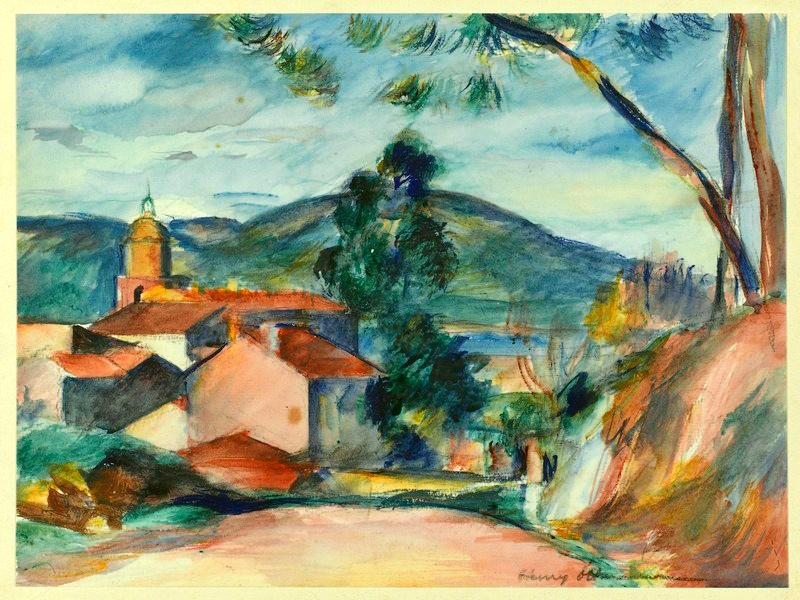
Вид на Сен-Тропе, 1927, Государственный музей современного искусства (Париж)
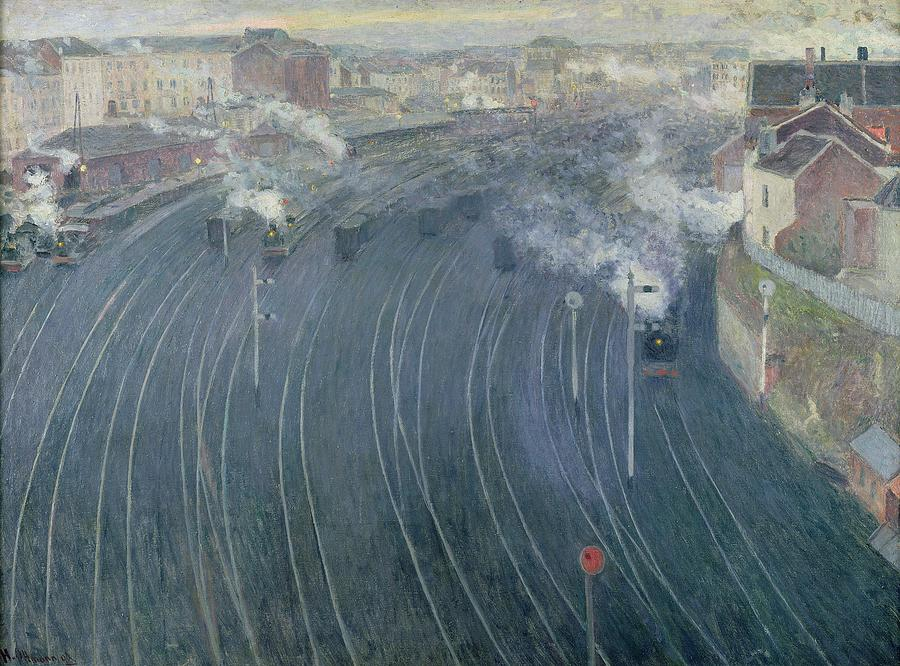
Железнодорожные пути около станции Люксембург в Брюсселе, 1903, Музей Орсе, Париж
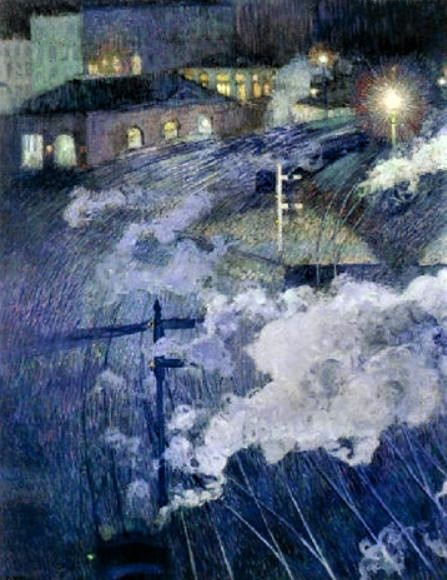
Станция Люксембург ночью, 1903
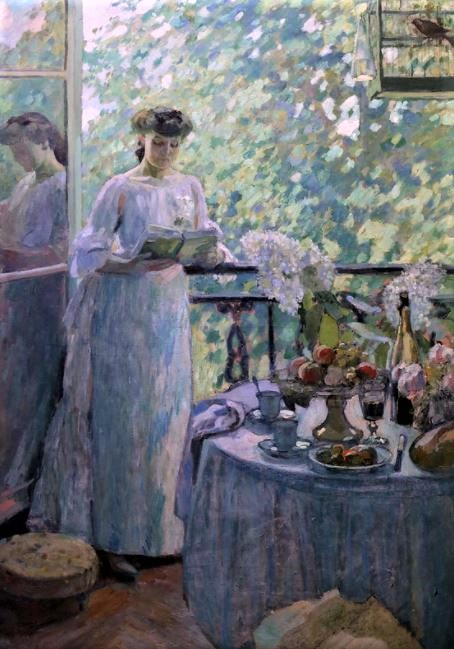
Портрет жены
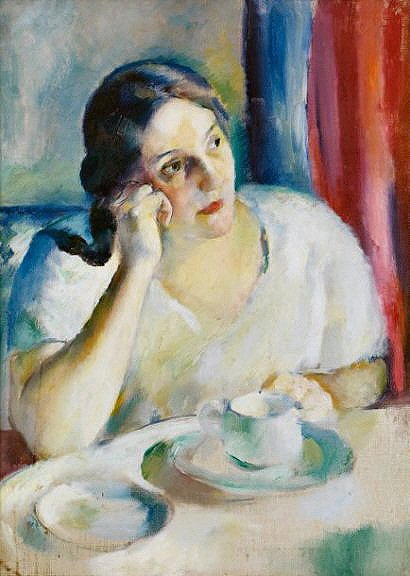
Портрет жены («Мадам Оттман. Гармония белого»).
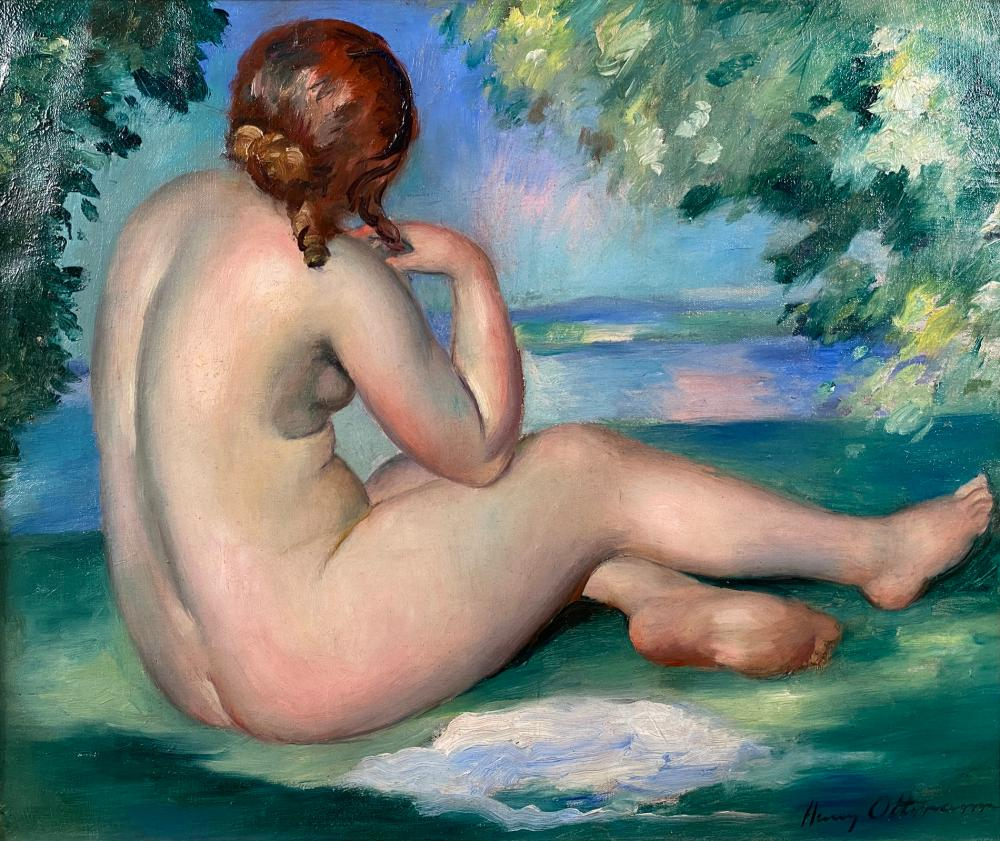
Обнажённая на фоне пейзажа
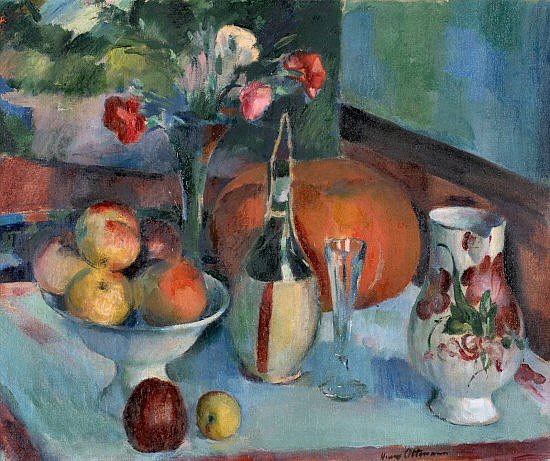
Натюрморт с фруктами, частное собрание
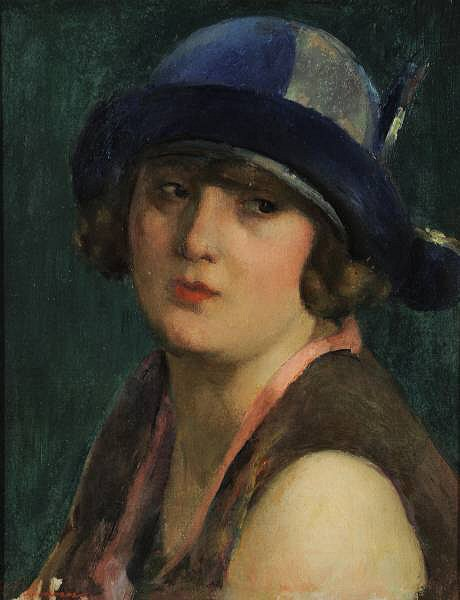
Женщина в голубой шляпке, частное собрание
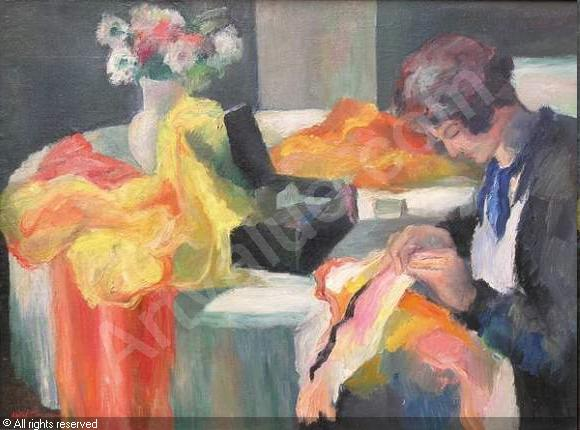
Женщина за шитьём